# Akatsuki/Ikuoku no Chandelier
«Akatsuki/Ikuoku no Chandelier» («暁/幾億のシャンデリア; Рассвет/Много миллионов люстр») — двойной сингл японской рок-группы Alice Nine. Его выпуск совпал с выходом другого сингла группы — «Fantasy». «Akatsuki и Ikuoku no Chandelier» были использованы в качестве открывающей и заканчивающей темы для аниме-сериала Meine Liebe.
Сингл был выпущен в двух версиях: в обычной версии, содержащей только CD, и специальное издание, в котором, помимо CD, имеется ещё DVD с клипом на песню «Akatsuki».

## Список композиций
| №  | Название                                                                                          | Автор(ы)   | Длительность |
| -- | ------------------------------------------------------------------------------------------------- | ---------- | ------------ |
| 1. | «Akatsuki» (暁 «Dawn»)                                                                            | Alice Nine | 3:33         |
| 2. | «Ikuoku no CHANDELIER» (幾億のシャンデリア «Много миллионов люстр»)                               | Alice Nine | 4:29         |
| 3. | «Akatsuki (инструментал)» (暁 «Dawn» (инструментал))                                              | Alice Nine | 3:34         |
| 4. | «Ikuoku no CHANDELIER (инструментал)» (幾億のシャンデリア «Много миллионов люстр» (инструментал)) | Alice Nine | 4:28         |
| 5. | «Akatsuki (клип; Только в специальном издании)» (暁 «Dawn» (клип; Только в специальном издании))  | Alice Nine |              |